# 森田結香
森田 結香（もりた ゆか、1991年2月7日 - ）は、日本の元女子バレーボール選手。

## 来歴
静岡県焼津市出身。母親の影響でバレーを始める。2006年、島田商業高校に進学し、3年次には主将としてインターハイ、春高バレーに出場した。
2009年、中京大学に進学した。4年次には主将を務め、全日本バレーボール大学男女選手権大会、平成24年度皇后杯全日本バレーボール選手権などに出場した。
2012年11月、Vプレミアリーグの岡山シーガルズの内定選手となった。同月17日に開幕した2012/13Vプレミアリーグの初戦デンソーエアリービーズ戦でデビューした。
2015年5月16日、岡山退団が報道された。

## 所属チーム
- 島田商業高校（2006-2009年）
- 中京大学（2009-2013年）
- 岡山シーガルズ（2013-2015年）